# 1959-1960シーズンのNBA
1959-1960シーズンのNBAは、NBAの14回目のシーズンである。シーズンは1959年10月17日に始まり、1960年4月9日に全日程が終了した。

## チェンバレン見参
驚異の新人が登場する。カンザス大学出身のウィルト・チェンバレンである。216cmと当時としては抜きん出た長身を誇り、その体躯に見合わぬ極めて優れた身体能力を有していた。チェンバレンの登場は当時のNBAのあらゆる常識を覆すものであり、たった一人の加入でリーグの様相は一変した。ビル・ラッセル、エルジン・ベイラーの活躍にチェンバレンのNBA入りと、黒人選手の台頭が始まった時代でもあった。
チェンバレンは地域ドラフトでフィラデルフィア・ウォリアーズから指名を受けた。ドラフト全体1位指名はシンシナティ・ロイヤルズから受けたボブ・ブーザーだった。他にベイリー・ハウエル、ディック・バーネット、ジョニー・グリーンらが指名を受けている。
このシーズンからそれまでのシーズン72試合から75試合に増加された。

## シーズン

### オールスター
- 開催日：2月22日
- 開催地：フィラデルフィア
- オールスターゲーム　イースト 125－115 ウエスト
- MVP：ウィルト・チェンバレン　（フィラデルフィア・ウォリアーズ）

### イースタン・デビジョン
| チーム                         | 勝 | 負 | 勝率 | ゲーム差 |
| ------------------------------ | -- | -- | ---- | -------- |
| ボストン・セルティックス       | 59 | 16 | .787 | -        |
| フィラデルフィア・ウォリアーズ | 49 | 26 | .653 | 10       |
| シラキュース・ナショナルズ     | 45 | 30 | .600 | 14       |
| ニューヨーク・ニックス         | 27 | 48 | .360 | 32       |

### ウエスタン・デビジョン
| チーム                   | 勝 | 負 | 勝率 | ゲーム差 |
| ------------------------ | -- | -- | ---- | -------- |
| セントルイス・ホークス   | 46 | 29 | .613 | -        |
| デトロイト・ピストンズ   | 30 | 45 | .400 | 16       |
| ミネアポリス・レイカーズ | 25 | 50 | .333 | 21       |
| シンシナティ・ロイヤルズ | 19 | 56 | .253 | 27       |

### スタッツリーダー
| 部門     | 選手                   | チーム                         | 記録  |
| -------- | ---------------------- | ------------------------------ | ----- |
| Points   | ウィルト・チェンバレン | フィラデルフィア・ウォリアーズ | 2,707 |
| Rebounds | ウィルト・チェンバレン | フィラデルフィア・ウォリアーズ | 1,941 |
| Assists  | ボブ・クージー         | ボストン・セルティックス       | 715   |
| FG%      | ケニー・シアーズ       | ニューヨーク・ニックス         | 47.7  |
| FT%      | ドルフ・シェイズ       | シラキュース・ナショナルズ     | 89.3  |

※1969-70シーズン以前はアベレージよりも通算でスタッツリーダーが決められていた。

### 各賞
- 最優秀選手: ウィルト・チェンバレン, フィラデルフィア・ウォリアーズ
- ルーキー・オブ・ザ・イヤー: ウィルト・チェンバレン, フィラデルフィア・ウォリアーズ
- All-NBA First Team:
  - ウィルト・チェンバレン, フィラデルフィア・ウォリアーズ
  - ボブ・クージー, ボストン・セルティックス
  - エルジン・ベイラー, ミネアポリス・レイカーズ
  - ボブ・ペティット, セントルイス・ホークス
  - ジーン・シュー, デトロイト・ピストンズ

### チェンバレンの衝撃
リーグをチェンバレン旋風が吹き荒れた。チェンバレンはルーキーにしてシーズン中7回の50得点を達成し、NBA初のアベレージ30得点越えとなる37.6得点を記録。リバウンドではビル・ラッセルを抑える27.0リバウンドを記録し、得点王とリバウンド王に輝いた。37.6得点27.0リバウンドという成績は当時のNBAにとっては他に類を見ない数字だった。オールスターではMVPに選ばれ、当然のように新人王を獲得。それどころかルーキーとしては初となるシーズンMVPまで獲得した。チェンバレンはルーキーイヤーから得点王・リバウンド王・オールスターMVP・新人王・シーズンMVPの五冠を達成してしまったのである。一人でスター選手2人分の働きをしてしまうチェンバレンは、前季デビジョン最下位だったフィラデルフィア・ウォリアーズをデビジョン2位の座にまで押し上げた。
チャンバレンの影響はリーグ全体にも及んだ。右肩上がりで上昇していたリーグ全体の平均得点は、前季はようやく頭打ちとなったかに見えたが、このシーズンは再び跳ね上がり、前季の108.2得点から初の110得点越えとなる115.3得点を記録。FG成功率も初の40%越えとなる41%を記録した。
王者セルティックスは当時のNBA記録となる59勝を記録。

## プレーオフ・ファイナル
|  | デビジョン準決勝 | デビジョン準決勝 | デビジョン準決勝 |                |   | デビジョン決勝 | デビジョン決勝 | デビジョン決勝 |  |  | ファイナル | ファイナル | ファイナル |
|  |                  |                  |                  |                |   |                |                |                |  |  |            |            |            |
|  |                  |                  |                  |                |   |                |                |                |  |  |            |            |            |
|  |                  | 1                | ホークス         | 4              |   |                |                |                |  |  |            |            |            |
|  | Western Division | 1                | ホークス         | 4              |   |                |                |                |  |  |            |            |            |
|  |                  |                  | 3                | レイカーズ     | 3 |                |                |                |  |  |            |            |            |
|  | 3                | レイカーズ       | 3                | レイカーズ     | 3 | 2              |                |                |  |  |            |            |            |
|  | 3                | レイカーズ       |                  |                |   | 2              |                |                |  |  |            |            |            |
|  | 2                | ピストンズ       | 0                |                |   |                |                |                |  |  |            |            |            |
|  |                  |                  |                  |                |   |                |                |                |  |  | W1         | ホークス   | 3          |
|  |                  |                  | E1               | セルティックス | 4 |                |                |                |  |  |            |            |            |
|  |                  |                  |                  |                |   |                |                |                |  |  |            |            |            |
|  |                  |                  |                  |                |   |                |                |                |  |  |            |            |            |
|  |                  | 1                | セルティックス   | 4              |   |                |                |                |  |  |            |            |            |
|  | Eastern Division | 1                | セルティックス   | 4              |   |                |                |                |  |  |            |            |            |
|  |                  |                  | 2                | ウォリアーズ   | 2 |                |                |                |  |  |            |            |            |
|  | 3                | ナショナルズ     | 2                | ウォリアーズ   | 2 | 1              |                |                |  |  |            |            |            |
|  | 3                | ナショナルズ     |                  |                |   | 1              |                |                |  |  |            |            |            |
|  | 2                | ウォリアーズ     | 2                |                |   |                |                |                |  |  |            |            |            |

### Battle of Titans
デビジョン決勝で怪物センターの双璧をなすウィルト・チェンバレンとビル・ラッセルが対決し、ラッセルのボストン・セルティックスが勝利した。最強のオフェンスマシーンであるチェンバレンと、最強のディフェンダーであるラッセルの対決は"Battle of Titans"と呼ばれ、当時のNBAの最大の呼び物の一つとなった。しかしチェンバレンは個人としてはラッセルを上回る成績を残していくが、プレーオフではラッセル擁するセルティックスの前に、苦杯を舐めさせ続けられることとなる。

### セルティックスVSホークス再び
ファイナルはセルティックスとセントルイス・ホークスが3度目の対決。セルティックスはラッセル、ボブ・クージー、ビル・シャーマンの三本柱に急成長を見せるトム・ヘインソーンが加わり、磐石の態勢を整えているのに対し、ホークスは2年前のファイナルとは顔ぶれが変わっていた。セルティックスから放出された経緯を持つエド・マコーレーはヘッドコーチに転向し、ジャック・コールマンとチャーリー・シェアはチームを去っていた。一方ボブ・ペティットとクリフ・ヘイガンは健在で、また新たにクライド・ラブレットが加わったホークスのフロントラインは"アンタッチャブル"と呼ばれ、そしてオールスター選手のラリー・ファウストも加わっていた。
実力伯仲の両雄の激突は3年前のファイナル同様第7戦までもつれる激戦となったが、第7戦では122-103でセルティックスがホークスを大差で破り、3度目の優勝を決め、連覇記録を2つに伸ばした。

## ラストシーズン
- ディック・マグワイア　（1949-60）
- スレーター・マーティン　（1949-60）
- ジョージ・ヤードリー　（1953-60）　元得点王。